# Sioma (Distrikt)
Sioma ist einer von 16 Distrikten in der Westprovinz in Sambia. Er hat eine Fläche von 8530 km² und es leben 65.539 Menschen in ihm (2022). Der Distrikt war, bis zu seiner Abspaltung 2013, ein Teil des Distriktes Shangombo. Hauptstadt ist der Ort Sioma.

## Geografie
Sioma befindet sich etwa 500 Kilometer südwestlich von Lusaka. Der Distrikt liegt auf einer relativ gleichmäßigen Höhe von etwa 1000 m. Die Nordostgrenze wird vom Sambesi gebildet, ein Teil der Südwestgrenze vom Cuando.
Der Distrikt grenzt im Westen an den Distrikt Shangombo und im Osten an Senanga und Sesheke. Im Süden grenzt er an die Provinz Cuando in Angola.
Nahe dem Ort Sioma befindet sich die Sioma Bridge, eine der wenigen Brücken über den Sambesi, und im Südosten der Sioma-Ngweizi-Nationalpark.

## Wirtschaft
Die Haupteinnahmequellen im Distrikt sind Landwirtschaft und Holzhandel. Daneben hat die Fischerei einen gewissen Stellenwert.